# Dušan Petković
Dušan Petković - em sérvio, Душан Петковић (Belgrado, 13 de junho de 1974) - é um ex-futebolista sérvio, que atuava como zagueiro ou volante.
Em clubes, jogou por equipes no Nuremberg e no Wolfsburg, da Alemanha, no Mallorca, da Espanha e no Spartak Moscou, da Rússia, dentre outras - embora se identificasse mais com o OFK Belgrado. Em 26 de setembro de 1991, ainda não promovido à equipe adulta do OFK, chegou a realizar uma aparição pela Seleção Iugoslava sub-18, pelas eliminatórias à edição de 1992 da Eurocopa dessa categoria.
Foi também como jogador do OFK que ele pôde fazer, já em 13 de dezembro de 2000, sua primeira partida pela seleção principal - em empate em 1-1 da então Iugoslávia com a Grécia. O treinador iugoslavo na ocasião era Ilija Petković, precisamente seu pai.
Inicialmente, Dušan acumulou aparições esporádicas pela seleção até 2004, com doze jogos e um gol marcado (em 2001), sobre a Bósnia-Herzegovina - embora em somente duas partidas a convocação não tenha sido feita por seu pai; Dejan Savićević ocupara o cargo de treinador entre 2001 e 2003. Dušan chegou a não realizar nenhuma partida de seleção em 2002 e 2003, ano em que a então República Federal da Iugoslávia passou a chamar-se Sérvia e Montenegro.
Ainda em 2001, o defensor chegou a ser desejado pelo Botafogo, em inspiração que clubes brasileiros vinham tendo na época com o sucesso que o Flamengo vinha tendo com o conterrâneo de Dejan Petković, com quem Dušan e Ilija não têm parentesco, sendo o sobrenome deles bastante comum na Sérvia.
No Brasil, Dušan ficaria conhecido precisamente por uma turbulência associada a Dejan, cuja convocação à Copa do Mundo FIFA de 2006 vinha sendo cobrada sobre Ilija, novamente treinador nacional. A convocação de Ilija não havia incluído inicialmente nenhum desses dois Petković, mas a necessidade de corte do atacante Mirko Vučinić alimentou expectativas que pareciam cumprir-se com a divulgação de que "D. Petković" era o substituto. Presumiu-se inicialmente que tratava-se do então meia do Fluminense, onde este vinha tendo atuações elogiadas; mas logo esclareceu-se que o treinador estava recolocando o próprio filho na Seleção Servo-Montenegrina.
A medida nepotista foi criticada entre os próprios sérvios, com Dragan Stojković chegando a chama-la de "escandalosa", especialmente por Ilija estar trocando um atacante por um defensor. O treinador defendeu-se arguindo precisamente uma "versatilidade" do filho, que poderia atuar como zagueiro ou volante. Dušan, embora tenha chegado a marcar um gol em um amistoso não-oficial nos jogos de preparação, não suportou a pressão e preferiu desistir da vaga, mesmo que sua permanência chegasse a ter apoio público de alguns companheiros. Com isso, a delegação servo-montenegrina precisou disputar o Mundial com 22 jogadores ao invés de 23, uma vez que a FIFA não permitia substituições à lista final que não se dessem por lesão.
Em junho de 2020, Dušan perdeu o pai, então presidente da Associação de Futebol da Sérvia, morto pela pandemia de COVID-19.